# Дубак
Дубак је уређај који користе деца која још не могу да ходају сама, да се крећу са једног места на друго. Модерни дубак је за децу од 12 до 36 месеци. Има основу направљену од тврде пластике која је на точковима и седиште од тканине, са две рупе за ноге. У САД-у су дупци одговорни за око 2000 озбиљних озледа годишње деце која захтевају одлазак у хитну помоћ, због чега педијатри траже њихову потпуну забрану.
Историјски, дупком се називала и дрвена направа у коју се стави дете да би се навикавало да стоји.

## Узрок кашњења у развоју
Многи родитељи верују да дубак учи дете да брже хода. Међутим, они заправо могу одложити ходање за две до три недеље, за типично дете. Дужина употребе је битна; сваких 24 сата које бебе проведу у ходалици (на пример, један сат дневно током 24 дана), има за последицу да науче да ходају три дана касније и да стоје четири дана касније него без ходалице.

## Сигурносни проблеми
Дупци су такође довели до многих повреда узрокованих спотицањем, превртањем или клизањем по мокрим подовима. Ово укључује повреде од пада са степеница током кретања у ходалици за бебе, често са повредама које су горе од типичних за пад са степеница. Дупци дозвољавају бебама да дођу до подручја до којих иначе не би могле, укључујући базене, каде и кухиње, где могу бити у опасности од опекотина од шпорета. Укупан број повреда повезаних са дупцима вероватно је потцењен јер се у академским извештајима или вестима користи више од 40 различитих термина за ове уређаје.
Америчка Комисија за безбедност потрошачких производа, Америчка педијатријска академија, Деца у опасности и друге организације издале су упозорења како би обесхрабриле родитеље да користе ходалице за бебе. Директно образовање родитеља у медицинском окружењу смањује спремност родитеља да користе ове уређаје.
У Канади је продаја дупкова забрањена 7. априла 2004. Канада је прва држава на свету која је забранила продају, увоз и рекламирање дубака за бебе. Ова забрана се протеже на модификоване и половне ходалице за бебе, укључујући оне које се продају на распродаји у дворишту или на бувљацима. Канадски Закон о побољшању безбедности потрошачких производа из 2008. променио је ставке којима је било дозвољено продавати их на таквим распродајама. Власници дубака за бебе могу бити кажњени до 100.000 долара или осуђени на затворску казну до шест месеци.
У Сједињеним Државама годишње су повреде повезане са ходањем беба пале са око 21.000, 1990. на око 3.200, 2003. године, приписујући то информисању о опасности од таквих уређаја и добровољним побољшањима безбедности од стране произвођача. Осам беба умрло је од таквих повреда између 2004. и 2008. Годишње повреде пале су за додатних 23% након ступања на снагу обавезних стандарда америчке Комисије за сигурност потрошачких производа (усвојених 2010), укључујући захтеве испитивања и кочнице како би се спречило падање низ степенице.
У Србији такође постоји изражено противљење стручњака коришћењу дупка за децу, а као разлози се наводе су: деформитети у развоју, спутавање правилног психо-моторног развоја, повреде.

## Алтернативе
Дупци уз помоћ родитеља развијени су као алтернатива традиционалним дупцима за бебе. Ове врсте шетача за бебе се увелико разликују од традиционалних ходалица за бебе јер немају точкове и захтевају пуну помоћ родитеља док су у употреби. Дизајн савремених ходалица уз помоћ родитеља је такав да је дете усправно окачено за каишеве док учи да хода. Ходалице за бебе уз помоћ родитеља нуде сигурнију методу за учење детета да хода од традиционалних ходалица за бебе које могу бити без надзора док су у употреби.

## Историја
Дупци за бебе били су познати још у 15. веку у Европи. Илуминација у Hours of Catherine of Cleves, холандском рукопису из тог времена, приказује детета Исуса у дрвеној ходалици за бебе.
Go-cart је био уобичајен историјски назив за верзију на точковима. Коришћене су и друге алтернативе. Рани дубак је био тапациран дрвени прстен, постављен у висини бебиног струка, на стубу који је био причвршћен за под и плафон. Беба је била постављена унутар прстена и могла се кретати у кругу око стуба. Ово је спречавало бебу да дође до опасних места, попут врућих пећи.